# 11878 Hanamiyama
11878 Hanamiyama è un asteroide della fascia principale. Scoperto nel 1990, presenta un'orbita caratterizzata da un semiasse maggiore pari a 2,3950831 UA e da un'eccentricità di 0,1438823, inclinata di 3,90127° rispetto all'eclittica.